# Memoria trandafirului
Memoria trandafirului este un scurtmetraj documentar românesc din 1962, regizat de Sergiu Nicolaescu. Alături de Scoicile nu au vorbit niciodată și Primavară obișnuită se numără printre primele filme regizate de Sergiu Nicolaescu (toate trei în 1962).
Acest film l-a făcut cunoscut pe Sergiu Nicolaescu, lansându-l în cariera de regizor.

## Prezentare
Sergiu Nicolaescu a apărut în Memoria trandafirului datorită lui George Macovescu și a lui Mihnea Gheorghiu. Filmul a avut un succes neașteptat și a rulat de Crăciun la Paris timp de 10 ani. Filmul e o metaforă: are 7 minute și prezintă povestea unui flori ce semnifică destinele unor oameni. 

## Producție
După realizarea filmului Scoicile nu au vorbit niciodată, Sergiu Nicolaescu a conștientizat dificultățile de filmare în mediul subacvatic și a început să realizeze macrofilmări, adică filmarea de foarte aproape a obiectelor mici. El a început să filmeze flori pe resturi de peliculă, folosind dispozitive de mărire inventate de el.  A realizat astfel două filme: Primăvară obișnuită și Memoria trandafirului.

## Recepție
Puținele cronici în care se vorbește despre acest film documentar conțin în totalitate epitete foarte sugestive. În articolul „Un regizor a cărui nobilă ambiție este autodepășirea: Sergiu Nicolaescu un poet al «incoruptibililor»” publicat în martie 1974 în revista Cinema, criticul Călin Căliman caracteriza astfel acest film documentar: „Parabolo-antirăzboinică, «Memoria trandafirului» era deopotrivă poem liric, metaforă, feerie, fabulă, încleștare dramatică între vis și coșmar. Avea sigure afinități cu poezia și pictura. Și era film, în sensul cel mai deplin al cuvântului”. Scurt-metrajele lui Nicolaescu dovedeau o tehnică ireproșabilă („ochiul de operator și migala fotografică, rigoarea inginerului concretizată în abilitatea asamblajului și în stringența demonstrației cinematografice cu mijloace strict specifice”).
Jurnalista Alice Mănoiu îl considera o „elegie romantică asupra unei crude realități: războiul” și „o metaforă a florilor ce mor ciuruite de gloanțe în sunetele unui patetic «Chanson de rose»”.

## Premii
Acest documentar a beneficiat de succes, fiind prezentat la Festivalul Internațional de Film de la Cannes (mai 1964)  și la Festivalul Internațional de Film de la Milano (1964). El a obținut mai multe premii la diferite festivaluri naționale și internaționale:
- Premiul filmului experimental la Festivalul de Film de la Mamaia (1964)
- Mențiune de onoare la Festivalul Internațional de Film de la Barcelona (1964)
- Premiul de excelență al Union Internationale des Associations Techniques Cinematographiques (UNIATEC) (1965)
- Premiu la Festivalul Internațional de Film de la Trieste (1965)
- Diplomă la Festivalul Internațional de Film de la Edinburgh (1965)
- Premiu la Festivalul Internațional de Film de la Cork (1965)

Scurt-metrajul a fost cumpărat în 1963 de compania americană Columbia Pictures pentru 20.000 de dolari, o mare sumă de bani la acea vreme.  Regizorul a fost chemat de americani la Paris, el primind imediat bilet de avion și pașaport, deși nu făcuse parte din delegația românească de 12 persoane condusă de Mihnea Gheorghiu ce participase la Festivalul de la Cannes din cauza originii sale burgheze. El a mărturisit în volumul său de memorii că se gândea inițial să rămână în străinătate și și-a anunțat mama. Richard Davis i-a propus un contract pe trei ani, primul film pe care trebuia să-l regizeze fiind un music-hall după piesa de teatru Visul unei nopți de vară de William Shakespeare; regizorul a declinat oferta. Cu banii primiți a cumpărat un frigider, pe care l-a trimis în țară cu avionul.